# Big Science (álbum)
Big Science é o álbum de estréia da performer e artista experimental Laurie Anderson em carreira solo, foi lançado em 1982 pela Warner Music.
| Críticas profissionais                                                      | Críticas profissionais |
| Avaliações da crítica                                                       | Avaliações da crítica  |
| Fonte                                                                       | Avaliação              |
| --------------------------------------------------------------------------- | ---------------------- |
| AllMusic                                                                    | [ 2 ]                  |
| Robert Christgau                                                            | (A-)                   |
| Pitchfork Media                                                             | (8.7/10)               |
| Rolling Stone                                                               | [ 5 ]                  |
| Esta tabela precisa de ser acompanhada por texto em prosa. Consulte o guia. |                        |

## Faixas
Todas as faixas de Laurie Anderson.
1. "From the Air" – 4:29
2. "Big Science" – 6:14
3. "Sweaters" – 2:18
4. "Walking & Falling" – 2:10
5. "Born, Never Asked" – 4:56
6. "O Superman (For Massenet)" – 8:21
7. "Example #22" – 2:59
8. "Let X=X/It Tango" – 6:51 ("Let X=X" – 3:51; "It Tango" – 3:01)

## Créditos
- Laurie Anderson – vocal, vocoder, órgão farfisa, percussão, Oberheim OB-Xa, violino, eletrônicos, teclado, palmas, assovio, marimba.
- Roma Baran – baixo farfisa, harmónica de vidro, palmas, casiotone, acordeon, assovio.

- Perry Hoberman – palmas, flauta, saxofone, piccolo, backing vocal.
- Bill Obrecht – saxofone alto.
- Peter Gordon – clarinete, saxofone tenor.
- David Van Tieghem – bateria, tímpano, marimba, percussão.

### Pessoal Adicional
- Rufus Harley – gaita de fole na faixa 3.
- Chuck Fisher – saxofone alto e saxofone tenor na faixa 7.
- Richard Cohen – clarinete, fagote e saxofone (barítono) na faixa 7.
- Leanne Ungar – backing vocal.
- George Lewis – trombone.